# Henry Murray
Henry Alexander Murray (New York, 13 maggio 1893 – Cambridge, 23 giugno 1988) è stato uno psicologo statunitense.

## Biografia
Studiò all'Università di Harvard e all'Università della Columbia, quindi conseguì il dottorato di ricerca all'Università di Cambridge nel 1927. Durante la residenza in Europa incontrò Carl Gustav Jung a Zurigo nel 1925. Rientrato negli Stati Uniti d'America, lavorò alla clinica di psicologia di Harvard, fondata da Morton Prince, di cui diventò direttore nel 1937.

## Temi di ricerca
Diede un forte contributo allo studio della personalità umana focalizzandosi sulla complessità e unicità dell'individuo e sottolineando l'essenziale importanza dell'esperienza passata degli individui. Egli riconobbe nella motivazione l'elemento centrale per lo studio della personalità intesa quindi come risultante dalle spinte provenienti da fattori biologici e sociali. Per Murray la motivazione è strettamente legata e dipendente dall'ambiente visto sia come fonte e sede di pressioni sia come sede per soddisfare le necessità.
Divide i bisogni in viscerogeni e psicogeni: i primi corrispondono ai bisogni fisiologici e basilari dell'organismo in genere considerati primari e per questo con una maggiore necessità di soddisfazione; quelli psicogeni corrispondono alle esigenze specifiche della psiche specifica di ogni singolo individuo, che esperisce e si sviluppa nella costante relazione con gli stimoli esterni (vengono acquisiti durante tutta la vita). I bisogni sono quindi intesi come spinte o forze interne che direzionano l'individuo e lo spingono ad agire sull'ambiente circostante con lo scopo di modificare situazioni che possano così portare alla soddisfazione delle stesse. Murray postulò quindi una stretta relazione tra l'ambiente che stimola e spinge il soggetto ("press") e le forze interne che producono il movimento giungendo alla teoria per cui la percezione e l'interpretazione degli eventi sono direttamente legati all'integrazione di queste due spinte fondamentali. Questa teoria è alla base della elaborazione del Thematic Apperception Test (TAT), un test psicologico proiettivo da lui creato.
Egli distinse inoltre i bisogni in: manifesti (immediati); latenti (rimossi); proattivi (interni); reattivi (esterni); focali e diffusi.

## Ascendenza
|                              |                               |                               | Genitori              |  |  | Nonni |  |  | Bisnonni            |  |  | Trisnonni                            |  |
|                              |                               |                               |                       |  |  |       |  |  | 8. Alexander Murray |  |  | 16. John Murray, IV conte di Dunmore |  |
|                              |                               |                               |                       |  |  |       |  |  | 8. Alexander Murray |  |  | 16. John Murray, IV conte di Dunmore |  |
|                              |                               | 17. Charlotte Stewart         |                       |  |  |       |  |  | 8. Alexander Murray |  |  |                                      |  |
| 4. Virginius Murray          |                               |                               |                       |  |  |       |  |  | 8. Alexander Murray |  |  |                                      |  |
|                              |                               | 9. Deborah Hunt               | 18. Robert Hunt       |  |  |       |  |  |                     |  |  |                                      |  |
|                              |                               | 9. Deborah Hunt               | 18. Robert Hunt       |  |  |       |  |  |                     |  |  |                                      |  |
|                              |                               | 9. Deborah Hunt               | 19. Sarah Bunch       |  |  |       |  |  |                     |  |  |                                      |  |
| 2. Henry Alexander Murray    |                               | 9. Deborah Hunt               |                       |  |  |       |  |  |                     |  |  |                                      |  |
|                              |                               | 10. Charles Lennon Poitiers   | 20. Charles Poitier   |  |  |       |  |  |                     |  |  |                                      |  |
|                              |                               | 10. Charles Lennon Poitiers   | 20. Charles Poitier   |  |  |       |  |  |                     |  |  |                                      |  |
|                              |                               | 10. Charles Lennon Poitiers   | …                     |  |  |       |  |  |                     |  |  |                                      |  |
| 5. Elizabeth Alicia Poitiers |                               | 10. Charles Lennon Poitiers   |                       |  |  |       |  |  |                     |  |  |                                      |  |
|                              |                               | 11. Sarah Anne Hunter         | 22. Joseph Hunter     |  |  |       |  |  |                     |  |  |                                      |  |
|                              |                               | 11. Sarah Anne Hunter         | 22. Joseph Hunter     |  |  |       |  |  |                     |  |  |                                      |  |
|                              |                               | 11. Sarah Anne Hunter         | 23. Elizabeth Hunter  |  |  |       |  |  |                     |  |  |                                      |  |
| 1. Henry Murray              |                               | 11. Sarah Anne Hunter         |                       |  |  |       |  |  |                     |  |  |                                      |  |
|                              | 12. Benjamin Franklin Babcock | 24. Paul Babcock              |                       |  |  |       |  |  |                     |  |  |                                      |  |
|                              | 12. Benjamin Franklin Babcock | 24. Paul Babcock              |                       |  |  |       |  |  |                     |  |  |                                      |  |
|                              | 12. Benjamin Franklin Babcock | 25. Nancy Bell                |                       |  |  |       |  |  |                     |  |  |                                      |  |
| 6. Samuel Denison Babcock    | 12. Benjamin Franklin Babcock |                               |                       |  |  |       |  |  |                     |  |  |                                      |  |
|                              |                               | 13. Maria Eells               | 26. Benjamin Eells    |  |  |       |  |  |                     |  |  |                                      |  |
|                              |                               | 13. Maria Eells               | 26. Benjamin Eells    |  |  |       |  |  |                     |  |  |                                      |  |
|                              |                               | 13. Maria Eells               | 27. Dorcas Denison    |  |  |       |  |  |                     |  |  |                                      |  |
| 3. Fanny Morris Babcock      |                               | 13. Maria Eells               |                       |  |  |       |  |  |                     |  |  |                                      |  |
|                              |                               | 14. Richard Lawrence Franklin | 28. Anthony Franklin  |  |  |       |  |  |                     |  |  |                                      |  |
|                              |                               | 14. Richard Lawrence Franklin | 28. Anthony Franklin  |  |  |       |  |  |                     |  |  |                                      |  |
|                              |                               | 14. Richard Lawrence Franklin | 29. Lydia Lawrence    |  |  |       |  |  |                     |  |  |                                      |  |
| 7. Elizabeth Crary Franklin  |                               | 14. Richard Lawrence Franklin |                       |  |  |       |  |  |                     |  |  |                                      |  |
|                              |                               | 15. Elvina Crary              | 30. Peter V Crary     |  |  |       |  |  |                     |  |  |                                      |  |
|                              |                               | 15. Elvina Crary              | 30. Peter V Crary     |  |  |       |  |  |                     |  |  |                                      |  |
|                              |                               | 15. Elvina Crary              | 31. Elizabeth Denison |  |  |       |  |  |                     |  |  |                                      |  |
|                              |                               | 15. Elvina Crary              |                       |  |  |       |  |  |                     |  |  |                                      |  |

## Opere principali
- Explorations in Personality, 1938
- (a cura di), Personality in Nature, Society, and Culture (con Clyde Kluckhohn), 1948
- (a cura di), Myth and Mythmaking, 1960
- (a cura di Robert W. White e Katherine F. Bruner), The Study of Lives: Essays on Personality in honor of Henry A. Murray, 1963
- TAT: test di appercezione tematica. Manuale, Firenze: Giunti, 2004 ISBN 978-88-09-40252-2